# Justicia minutifolia
Justicia minutifolia är en akantusväxtart som beskrevs av Emilio Chiovenda. Justicia minutifolia ingår i släktet Justicia och familjen akantusväxter. Inga underarter finns listade i Catalogue of Life.